# Lipocosma saralis
Lipocosma saralis là một loài bướm đêm trong họ Crambidae.